# Estación de Torrellano
Torrellano es una estación de ferrocarril situada en la pedanía homónima en el municipio español de Elche, en la provincia de Alicante, Comunidad Valenciana. Está ubicada cerca del aeropuerto de Alicante-Elche. Forma parte de la línea C-1 de Cercanías Murcia/Alicante. Dispone también de servicios de media distancia.

## Situación ferroviaria
Las instalaciones se encuentran situadas en el punto kilométrico 10,5 de la línea férrea de ancho ibérico Alicante-El Reguerón, a 56 metros de altitud sobre el nivel del mar, entre las estaciones de San Gabriel y Elche-Mercancías. El tramo es de vía única y está sin electrificar.

## Historia
La estación fue inaugurada el 11 de mayo de 1884 con la puesta en funcionamiento de la línea Alicante-Alquerías. Las obras corrieron a cargo de la Compañía de los Ferrocarriles Andaluces, que de esta forma expandía su red fuera de su principal zona de actuación. La línea enlazaba en Alquerías con MZA, lo que permitió unir Alicante con Murcia. En 1941, con la nacionalización del ferrocarril en España, la estación pasó a ser gestionada por RENFE.
Desde el 31 de diciembre de 2004 Adif es la titular de las instalaciones ferroviarias. 

## Servicios ferroviarios

### Cercanías
Pertenece a la línea C-1 de Cercanías Murcia/Alicante. La frecuencia de paso es un tren cada 30-60 minutos. 

### Media Distancia
Dispone de servicios de media distancia que permiten conexiones con ciudades como Murcia, Cartagena o Valencia.
| Línea MD | Trenes | Origen/Destino |  | Destino/Origen |
| -------- | ------ | -------------- |  | -------------- |
| 44       | MD     | Xativa         |  | Cartagena      |